# Aeduelliformes
Gli Aeduelliformes sono un ordine estinto di pesci ossei appartenenti agli attinotterigi. Questi animali vissero tra il Carbonifero superiore e il Permiano inferiore e sono noti grazie a numerosi ritrovamenti fossili in Europa e Nord America.

## Descrizione
Gli Aeduelliformes rappresentano un gruppo omogeneo di attinotterigi arcaici di piccole - medie dimensioni, caratterizzati da una mascella con una placca posteriore triangolare, denti sottili attraversati da tubuli, un canale sopraorbitale che si estende dal parietale al dermopterotico e un mosaico di piccoli suborbitali posti tra l’orbita e le ossa opercolari. L’opercolo e il subopercolo risultano di grandi dimensioni rispetto ad altri pesci, mentre il numero di raggi branchiostegali è piuttosto ridotto.

## Storia della ricerca
I primi riferimenti a fossili attribuibili agli Aeduelliformes si trovano nelle opere di Blainville (1818) e Agassiz (1833), ma una definizione chiara delle loro peculiarità arrivò solo con il lavoro di Westoll nel 1937, che istituì il genere Aeduella e la specie tipo Aeduella blainvillei. Nel 1945 Romer istituì la famiglia Aeduellidae basandosi su questo genere. Negli anni successivi, il gruppo è stato approfondito da vari autori, in particolare Heyler (1969) che descrisse nuove specie dai sedimenti del Massiccio Centrale francese. Altri importanti ritrovamenti provengono dal Bacino di Saar-Nahe, dalla Svizzera settentrionale, dal Bacino di Puertollano in Spagna, dal Nord America, dalla Russia europea orientale e dal Massiccio boemo.

## Classificazione
L'ordine Aeduelliformes, benché chiaramente monofiletico e omogeneo, non gode di una posizione tassonomica ben definita. Alcune caratteristiche li avvicinano al gruppo forse artificiale dei Palaeonisciformes, comprendente una serie di attinotterigi arcaici di vari gradi evolutivi, ma altre li avvicinerebbero ad altre forme più derivate (ad esempio i Parasemionotiformes del Triassico).
Di seguito sono elencate le specie conosciute:
- Famiglia †Aeduellidae Romer, 1954
  - †Aeduella Westoll, 1937
    - †Aeduella blainvillei (Agassiz, 1833)

  - †Amelangia Štamberg & Werneburg, 2023
    - †Amelangia ornata Štamberg & Werneburg, 2023

  - †Bourbonnella Heyler, 1967
    - †Bourbonnella fourrieri Poplin, 2001
    - †Bourbonnella guilloti Heyler, 1967
    - †Bourbonnella hirsuta Štamberg, 2007
    - †Bourbonnella jocelynae Mickle, 2011
    - †Bourbonnella sottyi (Anonymous, 1972)

  - †Decazella Heyler, 1967
    - †Decazella vetteri (Heyler, 1964)

  - †Neslovicella Štamberg, 2007
    - †Neslovicella elongata Štamberg, 2010
    - †Neslovicella rzehaki Štamberg, 2007

  - †Platysella Heyler & Poplin, 1983
    - †Platysella descusi Heyler & Poplin, 1983
    - †Platysella lallyi Heyler & Poplin, 1983
    - †Platysella poplinae Heyler, 2002

  - †Puertollanichthys Forey & Young, 1985
    - †Puertollanichthys ritchiei Forey & Young, 1985

  -  ?†Shafeevus Yankevich & Minich, 1998
    - †Shafeevus sulcatus Yankevich & Minich, 1998

  - †Spinarichthys Štamberg, 1986
    - †Spinarichthys dispersus Štamberg, 1986

  - †Westollia White & Moy-Thomas, 1940
    - †Westollia crassa (Pohlig, 1892 non Agassiz 1846)

## Distribuzione
Gli Aeduelliformes sono noti da sedimenti risalenti al Carbonifero superiore e al Permiano inferiore. Le loro testimonianze fossili provengono da Francia, Germania, Svizzera, Spagna, Russia e Stati Uniti, indicando una diffusione piuttosto ampia durante il Paleozoico superiore.